# Rudersberg (Altomünster)
Rudersberg ist ein Gemeindeteil des Marktes Altomünster im oberbayerischen Landkreis Dachau. Am 1. Mai 1978 kam der Weiler Rudersberg als Ortsteil von Wollomoos zu Altomünster.

## Geschichte

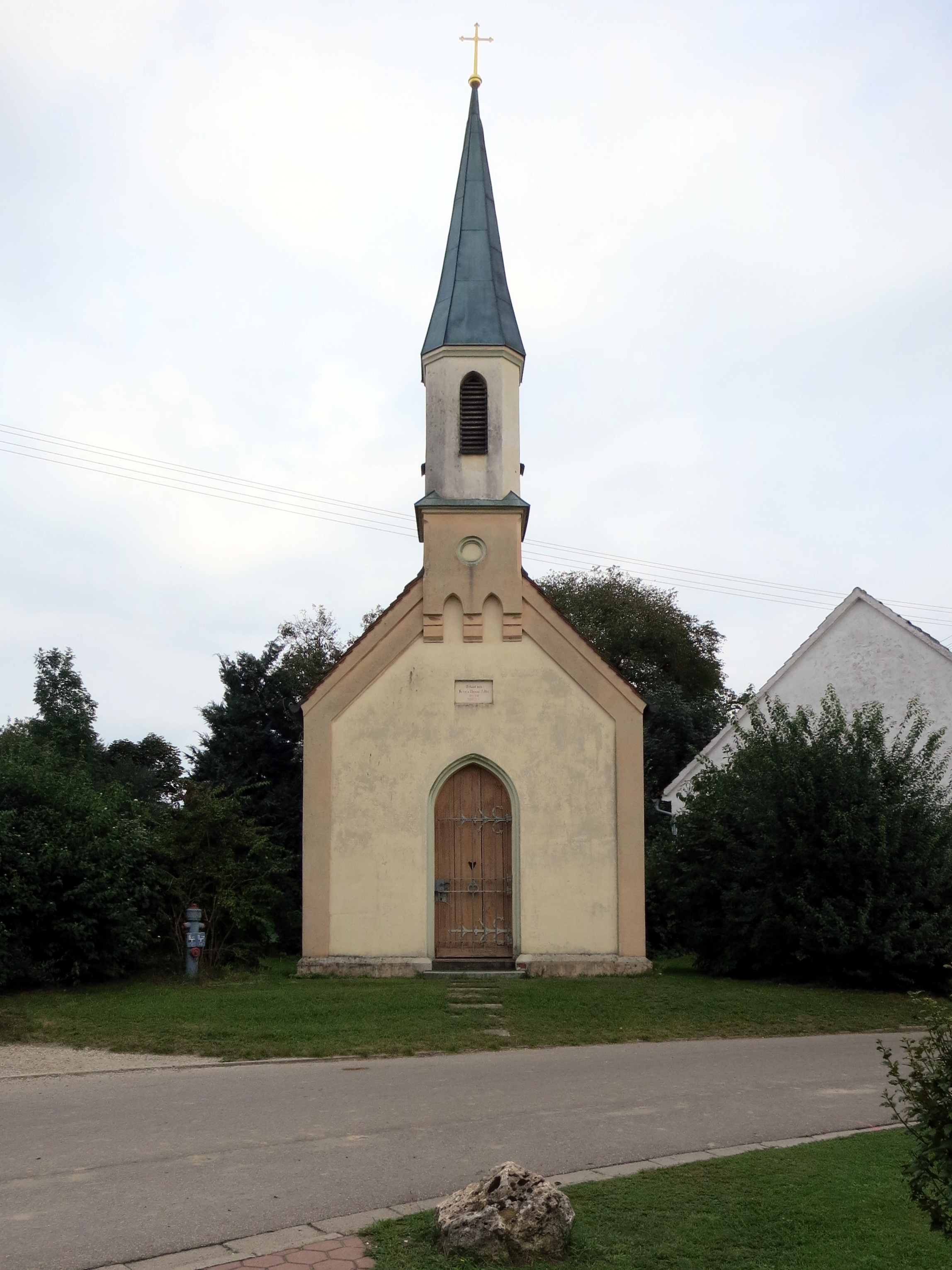
Hofkapelle St. Maria

Der Ort wurde erstmals 1393 als „Ruedoltzperg“ in einem Steuerbuch des bayerischen Herzogs genannt. 1403 erschien er als „Rudolfsperg“.

## Sehenswürdigkeiten
- Katholische Hofkapelle St. Maria, erbaut 1864/65